# آدام مارکوس (کارگردان)
آدام مارکوس (انگلیسی: Adam Marcus؛ زادهٔ ۱۹۶۸) یک کارگردان، هنرپیشه و فیلم‌نامه‌نویس اهل ایالات متحده آمریکا است.

## گزیده فیلمشناسی
از فیلم‌ها یا برنامه‌های تلویزیونی که وی در آن نقش داشته‌است می‌توان به آثار زیر اشاره کرد.
- توطئه (۲۰۰۸ فیلم‌نامه و کارگردانی)
- اره‌برقی تگزاس سه‌بعدی (۲۰۱۳ فیلم‌نامه)